# Nemesis robusta
Nemesis robusta is een eenoogkreeftjessoort uit de familie van de Eudactylinidae. De wetenschappelijke naam van de soort is voor het eerst geldig gepubliceerd in 1851 door van Beneden.